# William Lipscomb
William Nunn Lipscomb (Cleveland, 9 de dezembro de 1919 — Cambridge, 14 de abril de 2011) foi um químico estadunidense.
Foi agraciado com o Nobel de Química de 1976 devido aos seus estudos sobre a estrutura dos problemas de iluminação dos boranos nas ligações químicas.